# Dale Spender
Dale Spender (Newcastle, 22 de setembro de 1943 – 21 de novembro de 2023) foi uma acadêmica feminista australiana, professora, escritora e consultora. Em 1983, Dale Spender foi cofundadora e consultora editorial da Pandora Press, a primeira das editoras feministas dedicadas exclusivamente à não-ficção, empenhada, segundo o New York Times, em mostrar que "as mulheres eram as mães do romance e que qualquer outra versão de sua origem é apenas um mito da criação masculina". Ela foi a editora da série da Biblioteca Feminina Australiana da Penguin desde 1987. O trabalho de Spender é "uma grande contribuição para a recuperação de mulheres escritoras e teóricas e para a documentação da continuidade do ativismo e do pensamento feminista". Nas honras do Dia da Austrália de 1996, Spender foi premiada como Membro da Ordem da Austrália "pelo serviço à comunidade como escritora e pesquisadora no campo da igualdade de oportunidades e status igual para as mulheres".

## Primeiros anos
Spender nasceu em Newcastle, Nova Gales do Sul, sobrinha do político Percy Spender e do escritor policial Jean Spender. A mais velha de três filhos, ela tem uma irmã mais nova Lynne e um irmão muito mais novo Graeme. Ela frequentou a Burwood Girls High School em Sydney. No início dos anos 1960, como graduada em mestrado, ela ensinou inglês na Meadowbank Boys High School, nos subúrbios do noroeste de Sydney. Na segunda metade da década de 1960, ensinou literatura inglesa na Dapto High School. Ela começou a lecionar na James Cook University em 1974, antes de ir morar em Londres e publicar o livro Man Made Language (sem tradução para o português) em 1980.

## Trabalho
O livro Man Made Language (1980) é fruto da pesquisa de doutorado de Spender na University of London onde ela também ensinou Estudos Feministas. O argumento da obra é que nas sociedades patriarcais os homens controlam a linguagem e isso funciona a seu favor. "A linguagem ajuda a formar os limites da nossa realidade. É o nosso meio de ordenar, classificar e manipular o mundo" (1980:3). Onde os homens se percebem como o gênero dominante, as mulheres desobedientes que não se conformam com seu papel inferior são rotuladas como anormais, promíscuas, neuróticas ou frígidas. Spender traça paralelos com a forma como os termos depreciativos são usados para manter o racismo (1980:6). A linguagem feita pelo homem ilustra como o determinismo linguístico se interconecta com o determinismo econômico para oprimir as mulheres na sociedade e fornece uma ampla gama de análises para fazer isso. O livro explora as deficiências presumidas das mulheres, o silenciamento, a intimidação e a política de nomeação. Também é uma das contribuições acadêmicas fundamentais para a construção da crítica do masculino como norma.
Em 1991, Spender publicou uma paródia literária, The Diary of Elizabeth Pepys (1991 Grafton Books, Londres). Supostamente escrito por Elisabeth Pepys, a esposa de Samuel Pepys, o livro é uma crítica feminista da vida das mulheres na Londres do século XVII.
Spender foi cocriadora do banco de dados WIKED (Women's International Knowledge Encyclopedia and Data) e editora fundadora da Athene Series e Pandora Press, editora comissionada da Penguin Australian Women's Library e editora associada da Great Women Series (Reino Unido). Lecionou em universidades em diversos países e realizou mais de 300 palestras por todo o mundo.
Spender estava particularmente preocupada com a propriedade intelectual e os efeitos das novas tecnologias: em seus termos, as perspectivas de "nova riqueza" e "novo aprendizado". Seu livro Nattering on the Net: Women, Power and Cyberspace (1995) foi um dos primeiros a analisar o impacto do ciberespaço sobre as mulheres. Por nove anos ela foi diretora da Copyright Agency Limited (CAL) na Austrália e por dois anos (2002–2004) ela foi a presidente. Ela também está envolvida com o Programa Second Chance, que aborda a falta de moradia entre as mulheres na Austrália.

## Vida pessoal
Ela tinha um relacionamento com o professor Ted Brown há mais de três décadas. Eles não tiveram filhos. Ela se vestia com roupas roxas, uma escolha que fez, inicialmente, por sua referência simbólica às sufragistas. Vivia em Brisbane, Austrália.

## Publicações
- The Spitting Image, Reflections on language, education and social class (Rigby, 1976). Coautoria com Garth Boomer (International Standard Book Number, ISBN 0-7270-0162-0)
- Man Made Language (Routledge & Kegan Paul, 1980)
- Learning to Lose: Sexism and Education, (Women's Press, 1980). Coedição com Elizabeth Sarah
- Men's Studies Modified: The Impact of Feminism on the Academic Disciplines (Pergamon Press, 1981)
- Invisible Women: The Schooling Scandal (Writers & Readers Ltd, 1982, Women's Press, 1989)
- Women of Ideas and What Men Have Done to Them: From Aphra Behn to Adrienne Rich (ARK Paperbacks, 1982)
- Feminist Theorists: Three Centuries of Women's Intellectual Traditions (Women's Press, 1983).
- There's Always Been a Women's Movement This Century (Pandora Press, 1983)
- Time and Tide Wait for No Man (Pandora Press, 1984)
- For the Record: The Making and Meaning of Feminist Knowledge (Women's Press, 1985)
- Mothers of the Novel: 100 Good Women Writers Before Jane Austen (Pandora Press, 1986).
- Editor da série para Pandora Press Mothers of the Novel series (1986–89) material de publicação incluindo de, incluindo Lady Mary Wroath, Anne Weamys, Katherine Philips, Anne Clifford, Lucy Hutchinson, Anne Fanshawe, Margaret Cavendish, Aphra Behn, Delarivière Manley, Eliza Haywood, bem como as realizações de Sarah Fielding, Charlotte Lennox, Elizabeth Inchbald, Charlotte Smith, Ann Radcliffe, Mary Wollstonecraft, Mary Hays, Frances Burney, Maria Edgeworth, Lady Morgan, Amelia Opie e Mary Brunton. Também fornece uma lista de 106 mulheres romancistas antes de Jane Austen.
- Scribbling Sisters (Camden Press, 1986) Coautoria com Lynne Spender.
- The Education Papers. Women's Quest for Equality in Britain, 1850-1912 (Routledge 1987).
- Writing a New World: Two Centuries of Australian Women Writers (Penguin Books, 1988)
- The Penguin Anthology of Australian Women's Writing (Penguin Books, 1988)
- The Writing or the Sex?, Or, Why You Don't Have to Read Women's Writing to Know It's No Good (Pergamon Press, Athene Series, 1989)
- Co-editado com Janet Todd, Anthology of British Women Writers: From the Middle Ages to the Present Day (Pandora, 1990)
- Heroines, Anthology of Australian Women Writers; with articles by Ruby Langford Ginibi, Eva Johnson and Diane Bell. (Penguin, 1991). Editora.
- The Diary of Elizabeth Pepys, A spoof of Samuel Pepys' excesses from his wife's imagined diary (Grafton, 1991)
- Living by the Pen: Early British Women Writers (Teachers College Press, 1992). Editora.
- The Knowledge Explosion: Generations of Feminist Scholarship. (Teachers College Press, 1992). Co-editado com Cheris Kramarae.
- Weddings and Wives (Penguin 1994). Editora.
- Nattering on the Net: Women, Power and Cyberspace (Spinifex, 1995)
- The Education Papers. Women's Quest for Equality in Britain, 1850-1912 (Routledge 1987). Editora.
- Routledge International Encyclopedia of Women: Global Women's Issues and Knowledge. 4 volumes. Editores gerais: Cheris Kramarae & Dale Spender, 800 colaboradores. (Routledge 2000). Traduzido para espanhol e mandarim.

## Discursos
- "Recuperando o Feminismo: Mudança de Gênero: Existe um aplicativo para onde estamos?" Discurso de abertura na conferência bienal da Association of Women Educators 2014, publicado on-line pela Social Change Agency, como "Uma introdução brilhante ao feminismo na Austrália e um chamado para codificar a nova revolução".[11]
- "Construindo ou emburrecendo?" Um discurso de abertura para a Conferência das Comunidades Networking/Networking Communities, 17 de fevereiro de 1998, considera se o novo meio de informação, particularmente a Internet, é uma coisa boa ou ruim para a humanidade.[12]